# Massa Lombarda

Carte de la commune.

Massa Lombarda (la Mása en dialecte romagnol) est une commune italienne de la province de Ravenne, dans la région Émilie-Romagne.

## Géographie
La commune de Massa Lombarda est située à 42 km à l’est de Bologne sur la route nationale SS253 qui mène à Ravenne (40 km). Au sud, Imola est à 47 km environ, ainsi que les embranchement à l’autoroute italienne A14 et la route nationale SS9 Via Aemilia.
Les communes voisines sont :
- Sant'Agata sul Santerno 2 km
- Lugo 7 km

## Histoire

### Origine
Au Moyen Âge, les territoires de Massa Lombarda étaient principalement couverts de forêts et étaient, au nord, en limite des terres marécageuses de la Valle Padusa (paludes sur la rive droite de Pô di Primaro dans la région de Ferrare).
La première notice sur le territoire date du 16 novembre 767, sur un acte faisant don des terres au monastère, de rite grec, de Santa Maria in Cosmedin de Ravenne qui, en 1235, concèdent à la commune d’Imola une partie du territoire nommé  Massa S. Pauli (le terme "massa" indique un ensemble de fonds ou de terres avec au moins une église).

### Du Moyen Âge à finXVesiècle
En 1251, fondation d’un centre habité composé d’environ 87 familles provenant de Marmirolo (province de Mantoue), que la commune d’Imola établit sur un territoire désert mais fertile.
En 1264, Massa S. Pauli passa sous la dépendance de Bologne (cité guelfes).
En 1273, le centre habité prend le nom de Massæ Lombardorum.
En 1277, Massa fut pris par les comtes de Cunio, puis repris par les bolonais quelques années plus tard. En 1297-98 Massa fut l’unique centre habité à être épargné par l’avancée de la Lega amicorum, constituée par les chefs gibelins de Romagne, menés par Maghinardo Pagani.
Durant le XIVe siècle, Massa Lombarda fut conquis plusieurs fois par des capitaines d’aventure comme Corrado Lando (1358), Giovanni Acuto (1376) et Alberico da Barbiano (1399) qui tous, gouvernaient au nom de l’État pontifical, propriétaire de tout la Romagne. Dans la Descriptio provinciæ Romandiolæ  de 1371, Massæ Lombardorum fut classifié comme castrum.
En 1384, Massa Lombarda fut cédé en vicariat apostolique à Bologne.
En 1424, le pays passa à Philippe Marie Visconti qui, dix années plus tard, céda par diplomatie tous ses territoires entre Forlì et Imola au nouveau pape Eugène IV, lequel les confia à la famille guelfe des Manfredi di Faenza.
En 1440, le pape Eugène IV céda toutes les terres du monastère de Santa Maria in Cosmedin, dont Massa, au marquis de Ferrare, Nicolas III d'Este pour 11 000 ducati d'oro.

### Du duché de Ferrare à l’État Pontifical
Sous la famille d’Este de Ferrare, le pays connu un siècle (1480-1598) de paix et de développement (route, école publique, hôpital) puis, à l’extinction cette famille d’Este, en 1598, Massa Lombarda retourna sous l’État Pontifical de Clément VIII.
Dans la période de mi-XVIe à mi-XVIIe siècle, de graves épidémies firent de nombreuses victimes, à cause de la peste chez les humains et la fièvre aphteuse chez les animaux. 
En 1688, le pays fut touché par un fort séisme qui causa de gros dégâts.
De 1796 à 1815, le pays subit des années d’invasions militaires françaises ou autrichienne, passa de la République cispadane à la République cisalpine, devenant chef-lieu de district, puis retourna à l’État pontifical après la Restauration.
En 1860, Massa Lombarda, après le plébiscite du 11 et 12 mars, fait partie du royaume d'Italie (1861-1946).

### De l’Unité à la libération
En 1861, la population comptait 4 995 habitants, de grands travaux d’assainissement permirent la culture de la betterave sucrière, la cité fut raccordée au réseau ferroviaire national et des tronçons furent ouverts en direction des grands centres de Bologne, Ferrare et faenza.
Construction d’écoles communales (1893), d’un nouvel hôpital (1848) et raccordement au réseau électrique (1914).
Au début du XXe siècle, le développement économique se concrétise autour de la culture fruitière (pèche, poire, pomme, prune, tomate) et de la transformation du produit (industrie sucrière, exportation et transformation des fruits en boisson ou en confiture, etc.).
Pendant la Seconde Guerre mondiale, se trouvant à moins de 10 km du front sur le fleuve Senio, Massa subit de gros dégâts.

### De l’après guerre à aujourd’hui
Massa retrouve son essor par le développement de nouveaux établissements travaillant sur les fruits et par l’arrivée de travailleurs étrangers.
En 1957, construction des réseaux d’eau potable et de gaz méthane.
Au début des années 1970, le secteur agricole subit une certaine crise due à la mécanisation et la fermeture d’établissements vieillissants.
En 1982, le Canal Émilien Romagnol qui traverse le territoire, permis l’irrigation estive et le maintien de l’économie agricole.

## Monuments et lieux d’intérêt

### Architecture religieuse
- l’église de San Paolo : construite entre 1528 et 1537 sur les ruines d’une église antique.
- l’église de San Salvatore de 1763, récemment restaurée.
- le sanctuaire del Trebeghino : du XVIIe siècle.

### Architecture civile
- La piazza Matteotti ou place centrale de Massa Lombarda enfermée entre les palazzi historiques, dominée par la tour de l’horloge.
- le Palazzo Comunale (1732-1812) conserve les archives historiques, communales et notariales.
- la tour de l’horloge terminée en 1756, érigée sur un angle de la place centrale.
- le Palazzo Bonvicini du XVe siècle, propriété privée récemment restaurée.

## Culture
- le complexe culturel communal : bibliothèque, musée "Carlo Venturini" et pinacothèque civique
- le musée de la culture fruitière : de 1983, témoignage du travail agricole de la Basse Romagne au siècle dernier.

## Personnalités liées à Massa Lombarda
- Eugenio Bonvicini (1823-1908), deputato e senatore
- Angelo Torchi (1856-1915), pittore
- Domenico Panighi  (1908-1974), pittore
- Giacinto Ricci Signorini (1861-1893), poeta

### Fêtes et évènements
- "San Peval d'j Segn" le 25 janvier,
- "Dindondero d'oro" au printemps
- "Fête de 'Unità" à Fruges en juin et à Massa Lombarda en juillet
- "Fête pour la vie"
- "Riot Fest" mi-juillet

- "Festival international du folklore" fin juillet
- "Sagra delle sfogline" fin août
- "Fête de la reprise et Palio del Timone" première semaine de septembre

## Économie
- "Le pays du fruit" : culture, exploitation, récolte, transformation, expédition, etc.

## Administration
| Période                                  | Période  | Identité     | Étiquette | Qualité |
| ---------------------------------------- | -------- | ------------ | --------- | ------- |
| 15/06/2004                               | En cours | Linda Errani | PD        |         |
| Les données manquantes sont à compléter. |          |              |           |         |

### Hameaux
Fruges, Villa Serraglio, La Zeppa, Oppio

### Communes limitrophes
Conselice, Imola, Mordano, Sant'Agata sul Santerno

## Population

### Évolution de la population en janvier de chaque année
| 1861  | 1901  | 1921  | 1951  | 1961  | 1971  | 1981  | 1991  | 2001  |
| ----- | ----- | ----- | ----- | ----- | ----- | ----- | ----- | ----- |
| 4 995 | 5 910 | 6 842 | 8 158 | 9 532 | 9 349 | 9 141 | 8 513 | 8 518 |

| 2011   | - | - | - | - | - | - | - | - |
| ------ | - | - | - | - | - | - | - | - |
| 10 700 | - | - | - | - | - | - | - | - |

### Ethnies et minorités étrangères
Selon les données de l’institut national de statistique (ISTAT) au 1er janvier 2010 la population étrangère résidente était de 1 600 personnes.
Les nationalités majoritairement représentatives étaient :
| Pos. | Pays     | Population |
| ---- | -------- | ---------- |
| 1    | Maroc    | 370        |
| 2    | Roumanie | 356        |
| 3    | Albanie  | 330        |

## Jumelage
- Marmirolo (Italie)
- Poreč (Croatie)